# Claes Nordin
Claes Nordin (20 de julio de 1955) es un deportista sueco que compitió en bádminton, en la modalidad de dobles.
Ganó tres medallas en el Campeonato Europeo de Bádminton entre los años 1978 y 1982.

## Palmarés internacional
| Campeonato Europeo | Campeonato Europeo      | Campeonato Europeo | Campeonato Europeo |
| Año                | Lugar                   | Medalla            | Prueba             |
| ------------------ | ----------------------- | ------------------ | ------------------ |
| 1978               | Preston (Reino Unido)   | Medalla de bronce  | Dobles             |
| 1980               | Groninga (Países Bajos) | Medalla de oro     | Dobles             |
| 1982               | Böblingen (RFA)         | Medalla de bronce  | Dobles             |